# Едмір Салі
Едмір Салі (алб. Edmir Sali, нар. 7 серпня 1997, Вльора) — албанський футболіст, воротар клубу «Динамо» (Тирана). Виступав також за низку інших албанських клубів. Володар Кубка Албанії.

## Ігрова кар'єра
Едмір Салі народився 1997 року в місті Вльора, та є вихованцем футбольної школи клубу «Фламуртарі». У 2015 році воротар був переведений до основної команди клубу, проте до основного складу не пробився, і в 2017 році керівництво клубу віддало футболіста в короткострокову оренду до клубу"Оріу", після якої Салі повернувся до «Фламуртарі», ворота якого гравець захищав до 2019 року.
У 2019 році Едмір Салі став гравцем клубу клубу «Лачі», де також не був основним воротарем, виступав у складі команди до 2021 року
З 2021 до 2023 року Салі грав у складі клубу «Кастріоті», в якому зумів стати основним голкіпером команди, зігравши у складі команди 63 матчі чемпіонату.
З 2023 року Едмір Салі грає у складі клубу «Динамо» (Тирана). У складі команди в сезоні 2024—2025 років футболіст став володарем Кубка Албанії.

## Титули і досягнення
- Володар Кубка Албанії (1):

«Динамо» (Тирана): 2024–2025